# Arbitragens de Viena
Arbitragens de Viena foram duas arbitragens que ocorreram sob a influência da Alemanha nazista e da Itália fascista para atender pacificamente as reivindicações territoriais da Hungria sobre os territórios que tinha perdido após o Tratado de Trianon em 1920 e que sempre quis recuperar. A Primeira aconteceu em 1938 e a Segunda em 1940. 

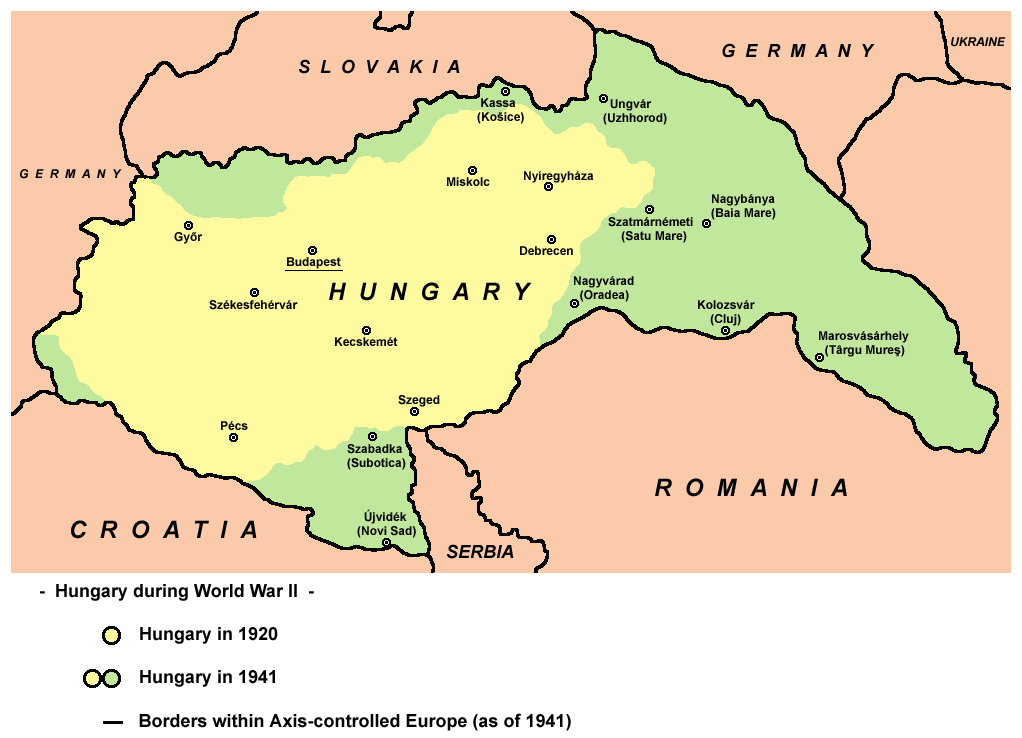
Hungria em 1920 (amarelo) e 1941 (verde)

Esses acordos tornaram-se obsoletos devido as alterações territoriais no final da Segunda Guerra Mundial após a derrota da Alemanha em 1945, assim a Hungria perdeu novamente a maior parte ou a totalidade do território que havia conquistado. Os territórios em questão pertencem as atuais Eslováquia, Ucrânia, Sérvia e Romênia.